# Conospermum cinereum
Conospermum cinereum är en tvåhjärtbladig växtart som beskrevs av E.M. Bennett. Conospermum cinereum ingår i släktet Conospermum och familjen Proteaceae. Inga underarter finns listade i Catalogue of Life.